# Иценплиц, Генрих Фридрих Август
Генрих Фридрих Август фон Иценплиц (нем. Heinrich Friedrich August von Itzenplitz; 23 февраля 1799 — 15 февраля 1883) — прусский государственный деятель, граф.
Юрист по образованию и первой службе, член палаты господ. В марте 1862 Иценплиц был назначен в кабинете Гогенлоэ министром земледелия, а в декабре в кабинете Бисмарка принял на себя министерство торговли. Вышел в отставку в 1873, что стало результатом критики Ласкером его железнодорожной политики.